# Tourtour
Tourtour (okzitanisch Tortor) ist eine südfranzösische Gemeinde im Département Var in der Region Provence-Alpes-Côte d’Azur. Sie liegt auf einer Höhe von 635 m, 25 km nordwestlich von Draguignan und hat 583 Einwohner (Stand 1. Januar 2022). Sie gehört zum Kanton Flayosc im Arrondissement Brignoles. Von der Vereinigung Les Plus Beaux Villages de France wurde Tourtour in die Liste der schönsten Dörfer Frankreichs aufgenommen.

## Geographie
Das Bergdorf liegt 25 Kilometer nordwestlich von Draguignan und etwa 40 Kilometer von der Verdonschlucht entfernt. Aufgrund seiner Lage auf einem Hügel und des weiten Blickes über die ausgedehnte provenzalische Landschaft des mittleren Var von Fréjus am Mittelmeer bis zur Montagne Sainte-Victoire im Westen schmückt sich der Ort mit der Bezeichnung „Dorf im Himmel der Provence“ (village dans le ciel de Provence).

## Geschichte
Funde aus dem Neolithikum dokumentieren die prähistorische Besiedelung der Gegend.
In der Eisenzeit befanden sich im Florièye-Tal fünf Oppidien und ein Wachtposten.
Bis ins 10. Jahrhundert hieß der Ort Valuègne-Saint-Domnin.
Graf Wilhelm I. von Provence schlug im Jahr 973 in der Schlacht von Tourtour die Sarazenen.
Das heutige Dorf entstand zugweise ab dem 11. Jahrhundert um die mittelalterliche Burg herum, die heute noch besteht. Tourtour ist heute ein beliebter Ferienort.

## Bevölkerungsentwicklung
| Jahr      | 1962 | 1968 | 1975 | 1982 | 1990 | 1999 | 2010 | 2018 |
| Einwohner | 168  | 260  | 311  | 384  | 472  | 472  | 589  | 583  |

Quellen: Cassini und INSEE

## Wappen
Beschreibung: In Blau zwei weiße gemauerte Zinnentürme mit geschlossenem Tor, über denen je ein goldener fünfzackiger Stern schwebt

## Sehenswürdigkeiten
- romanische Kirche Saint Denis
- Fossilienmuseum gegründet von Victor Zaneboni

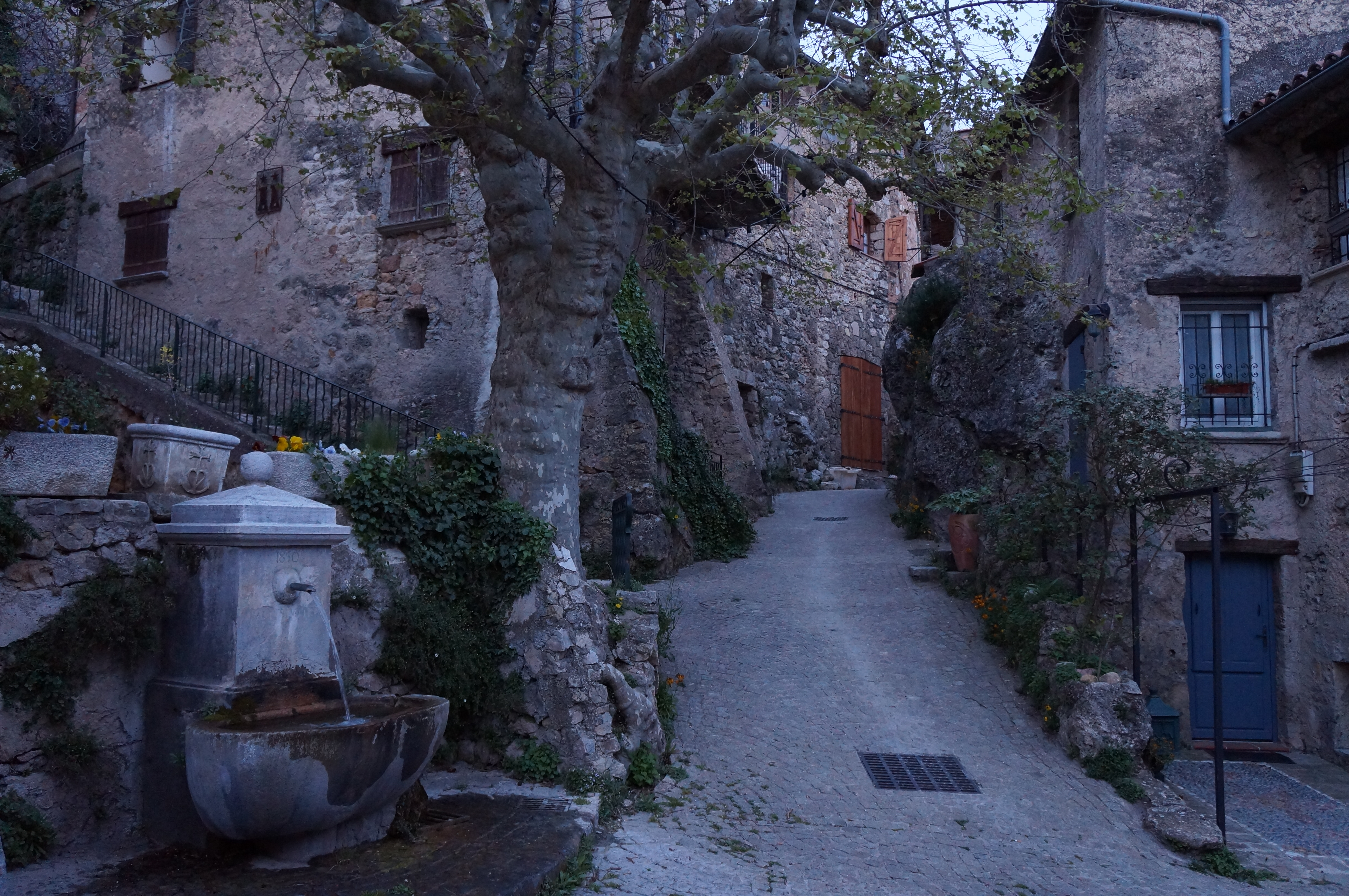
Brunnen- und Gassen-Szenario in Tourtour
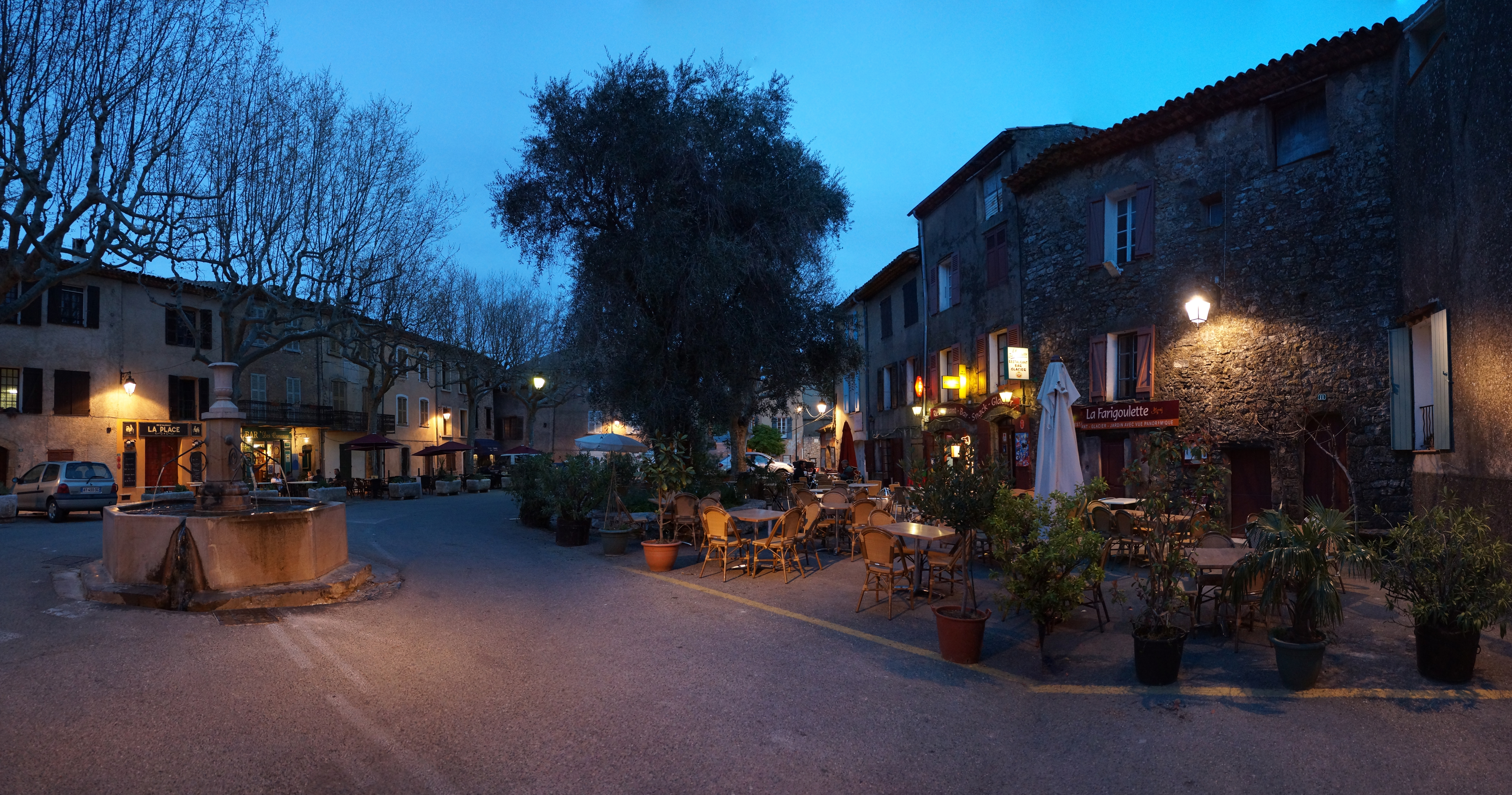
Zentraler Platz in Tourtour bei Nacht
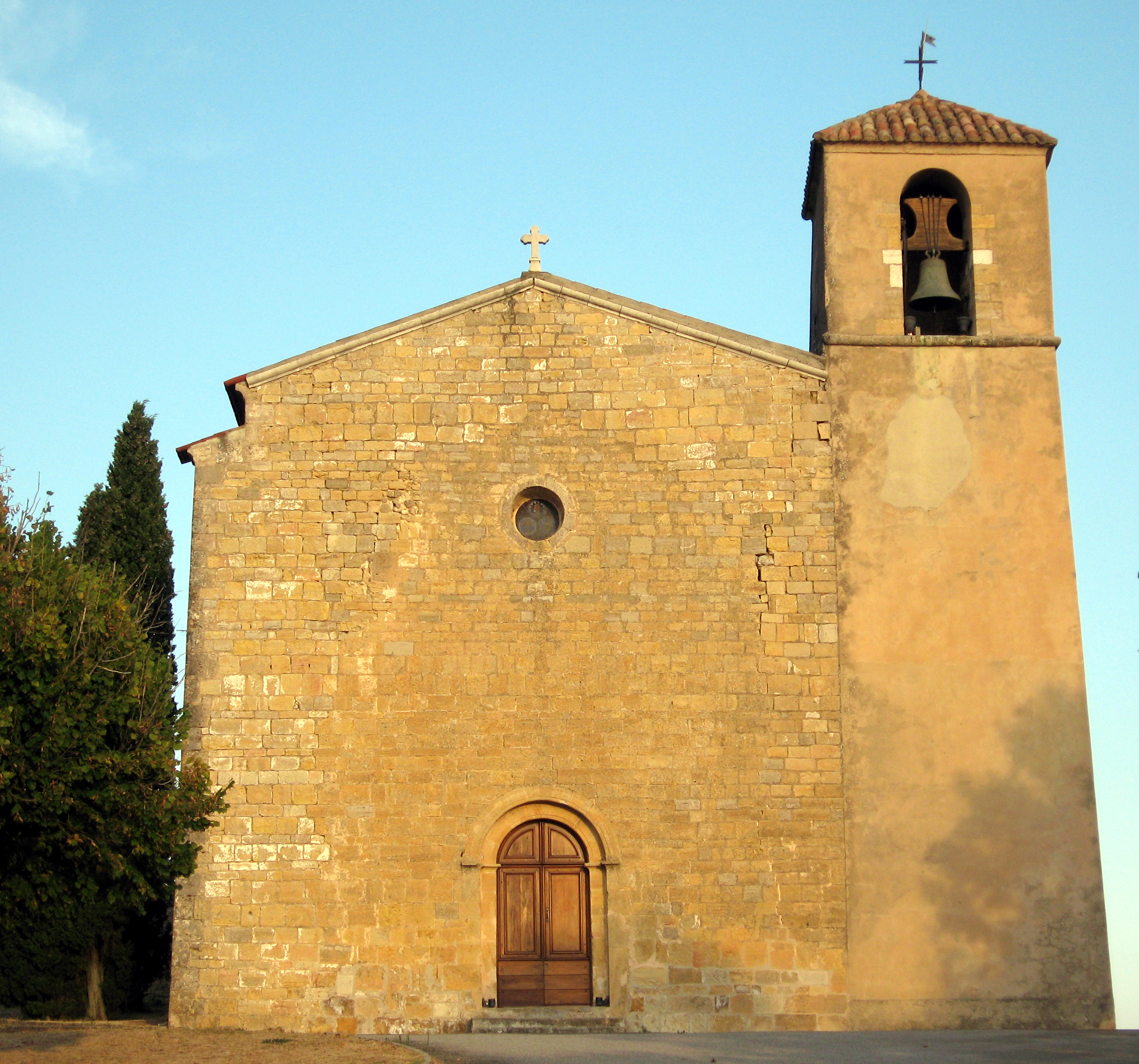
Romanische Kirche St. Denis
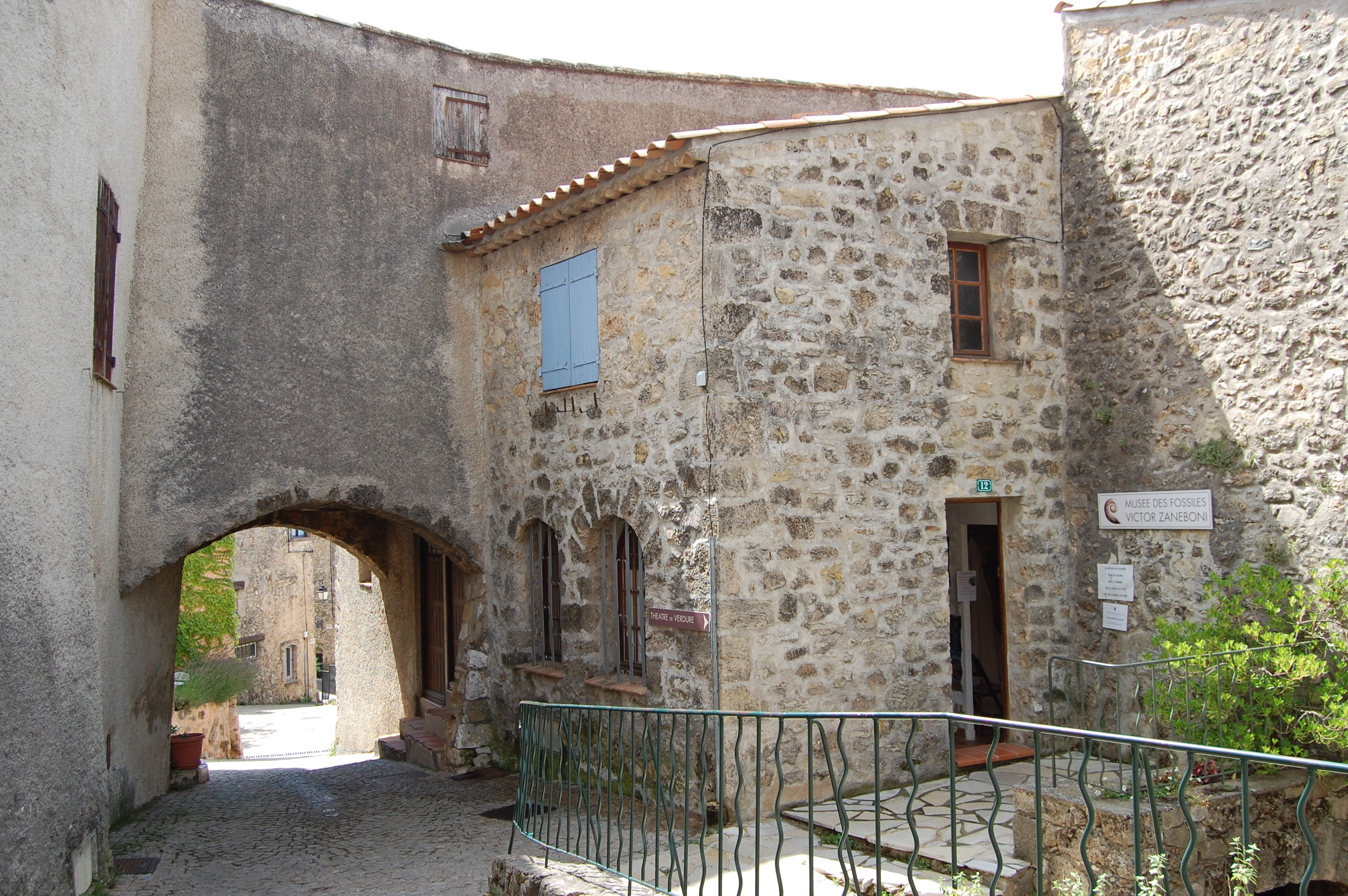
Fossilienmuseum in Tourtour, gegründet von Victor Zaneboni

## Persönlichkeiten
- Bernard Buffet (* 1928 in Paris; † 1999 in Tourtour), expressionistischer Grafiker und Maler